# Rektusscheide

Rektusscheide oberhalb der Linea arcuata

Die Rektusscheide (lat. Vagina musculi recti abdominis) ist die von den Sehnenplatten der Muskeln der vorderen Bauchwand gebildete Hülle um den Musculus rectus abdominis. Es werden Vorderwand (Lamina anterior) und Hinterwand (Lamina posterior) der Rektusscheide unterschieden, wobei die Lamina posterior nur vom Brustbein (Sternum) bis wenige Zentimeter unterhalb des Bauchnabels existiert, die Lamina anterior hingegen bis zum Schambein reicht. Die Stelle, ab der die Hinterwand nur noch aus Fascia transversalis und Peritoneum gebildet wird, wird als Linea arcuata bezeichnet; ab dieser wird die Vorderwand von allen drei Aponeurosen gebildet. Die Linea arcuata befindet sich etwa 3 bis 5 cm unterhalb des Bauchnabels.
An der Bildung der beiden Blätter der Rektusscheide sind folgende Muskelaponeurosen oberhalb der Linea arcuata beteiligt (von außen nach innen):
- äußeres Blatt:
  - Musculus obliquus externus abdominis: beteiligt an der Vorderwand, gibt aber nach Kreuzung der Linea alba auch Fasern in die kontralaterale Hinterwand ab
  - Musculus obliquus internus abdominis: bildet sowohl einen Teil der Vorderwand (Lamina anterior) als auch der Hinterwand (Lamina posterior), in dem sich die Aponeurose lateral des M. rectus abdominis in einen vorderen und hinteren Teil aufspaltet
- inneres Blatt:
  - Musculus transversus abdominis: beteiligt an der Hinterwand, gibt aber analog zum M. obliquus externus abdominis Fasern in die Vorderwand ab
  - Fascia transversalis
  - Peritoneum parietale

Unterhalb der Linea arcuata wird die Rektusscheide folgendermaßen gebildet (von außen nach innen):
- äußeres Blatt:
  - Aponeurose des Musculus obliquus externus abdominis
  - Aponeurose des Musculus obliquus internus abdominis
  - Aponeurose des Musculus transversus abdominis
- inneres Blatt:
  - Fascia transversalis
  - Peritoneum parietale